# 운호중학교 축구부
운호중학교 축구부는 충청북도 청주시에 위치한 운호중학교의 축구부이다. 

## 같이 보기
- 운호중학교